# Amor de madre
Amor de madre est une telenovela péruvienne diffusée en 2015 sur América Televisión,.

## Distribution
(décembre 2023).
- Pierina Carcelén : Clara Porras
- Vanessa Saba : María Eduarda Bérmudez
- Jimena Lindo : Alicia Tapía
- Alexandra Graña : Ofelia Tapía
- Tula Rodríguez : Yoliruth
- Stefano Salvini : Hugo / Ángel
- David Villanueva : Iván
- Gonzalo Molina : Raúl
- André Silva : Giovanni Choque Salvatierra
- Emanuel Soriano : Tadeo
- Maria Grazia Gamarra : Camila Bérmudez
- Andrea Luna : Lucía Bérmudez
- Pold Gastello : Igor Trelles Talledo
- Irene Eyzaguirre : Dumancia
- Amparo Brambilla : Madame Collete
- Rodrigo Sánchez Patiño : Otoniel
- Alberick Garcia : Tito
- Fiorella Díaz : Esther
- Anaí Padilla : Mafalda
- Vania Accinelli : Sarita
- Silvana Cañote : Lizbeth
- Mariano García-Rosell : Cipriano
- Renato Bonifaz : Pablo "El Griego"
- Diego Lombardi : Gonzalo
- Emilia Drago : Carolina
- Thiago Basurto : Hugo (jeune)
- Francisca Aronsson : Camila (jeune)
- Salvador del Solar : Estebán Bérmudez

## Diffusion
- América Televisión (2015)

### Sources
- (es) Cet article est partiellement ou en totalité issu de l’article de Wikipédia en espagnol intitulé « Amor de madre (telenovela) » (voir la liste des auteurs).